# Saudi-arabische Fußballnationalmannschaft
Die saudi-arabische Fußballnationalmannschaft (arabisch منتخب المملكة العربية السعودية لكرة القدم, DMG muntaǧab al-mamlaka al-ʿarabiyya as-saʿūdiyya li-kurat al-qadam) gehört seit Mitte der 1980er-Jahre zu den stärksten asiatischen Nationalmannschaften. Nach dem zweimaligen Gewinn der Asienmeisterschaft in den Jahren 1984 und 1988 konnte sich das Nationalteam Saudi-Arabiens 1994 erstmals für eine WM-Endrunde qualifizieren. Im Verlauf dieses Turniers ist mit dem Erreichen des Achtelfinales (nach Siegen gegen Marokko und Belgien) der bislang größte Erfolg bei Weltmeisterschaften erreicht worden. 1996 konnte erneut die Asienmeisterschaft gewonnen werden. Die Mannschaft konnte sich bisher insgesamt sechsmal für die WM-Endrunden qualifizieren.
Trainiert wird die Mannschaft seit August 2023 vom Italiener Roberto Mancini. Der ehemalige Nationalspieler Mohammad ad-Daʿayyaʿ ist weltweit der Torhüter mit den meisten Länderspieleinsätzen.

## Teilnahmen an Olympischen Spielen
| 1900 bis 1972       | nicht teilgenommen |
| 1976 in Montreal    | nicht qualifiziert |
| 1980 in Moskau      | nicht teilgenommen |
| 1984 in Los Angeles | Vorrunde           |
| 1988 in Seoul       | nicht qualifiziert |
| 1992 in Barcelona   | nicht teilgenommen |
| 1996 in Atlanta     | Vorrunde           |

Nach 1996 hat die A-Nationalmannschaft nicht mehr an den Olympischen Spielen und den Qualifikationsspielen dazu teilgenommen.

## Teilnahme Saudi-Arabiens an Fußball-Weltmeisterschaften (sechsmal)
| Jahr | Gastgeberland  | Teilnahme bis …    | Letzte(r) Gegner                | Ergebnis | Trainer                 | Bemerkungen und Besonderheiten |
| ---- | -------------- | ------------------ | ------------------------------- | -------- | ----------------------- | --- |
| 1930 | Uruguay        | nicht teilgenommen |                                 |          |                         | Staatsgründung erst 1932 |
| 1934 | Italien        | nicht teilgenommen |                                 |          |                         | 1. Länderspiel erst 1957 |
| 1938 | Frankreich     | nicht teilgenommen |                                 |          |                         | 1. Länderspiel erst 1957 |
| 1950 | Brasilien      | nicht teilgenommen |                                 |          |                         | 1. Länderspiel erst 1957 |
| 1954 | Schweiz        | nicht teilgenommen |                                 |          |                         | 1. Länderspiel erst 1957 |
| 1958 | Schweden       | nicht teilgenommen |                                 |          |                         | |
| 1962 | Chile          | nicht teilgenommen |                                 |          |                         | |
| 1966 | England        | nicht teilgenommen |                                 |          |                         | |
| 1970 | Mexiko         | nicht teilgenommen |                                 |          |                         | |
| 1974 | Deutschland    | nicht teilgenommen |                                 |          |                         | |
| 1978 | Argentinien    | nicht qualifiziert |                                 |          |                         | In der Qualifikation in der 1. Runde am Iran gescheitert. |
| 1982 | Spanien        | nicht qualifiziert |                                 |          |                         | In der Qualifikation im Finalturnier an Neuseeland und Kuwait gescheitert. |
| 1986 | Mexiko         | nicht qualifiziert |                                 |          |                         | In der Qualifikation in der Westasien-Gruppenphase an den VAE gescheitert, das sich ebenfalls nicht qualifizieren konnte. |
| 1990 | Italien        | nicht qualifiziert |                                 |          |                         | In der Qualifikation in der Endrunde an Südkorea und den VAE gescheitert. |
| 1994 | USA            | Achtelfinale       | Schweden                        | 12.      | Jorge Solari            | Die Gruppenphase wurde punkt- und torgleich hinter den Niederlanden als Gruppenzweiter überstanden, die schlechtere Platzierung resultierte aus dem direkten Vergleich, der verloren wurde. Im Achtelfinale kam dann gegen den späteren Dritten das Aus. |
| 1998 | Frankreich     | Vorrunde           | Dänemark, Frankreich, Südafrika | 28.      | Carlos Alberto Parreira | Nach Niederlagen gegen Dänemark und den Gastgeber und späteren Weltmeister Frankreich und einem Remis gegen Südafrika als Gruppenletzter ausgeschieden.                                                                                                  |
| 2002 | Südkorea/Japan | Vorrunde           | Deutschland, Kamerun, Irland    | 32.      | Nasser al-Johar         | Nach drei Niederlagen und ohne Torerfolg als Gruppenletzter ausgeschieden. Das 0:8 gegen Deutschland ist die höchste WM-Niederlage für Saudi-Arabien und der höchste WM-Sieg für Deutschland.                                                            |
| 2006 | Deutschland    | Vorrunde           | Tunesien, Ukraine, Spanien      | 28.      | Marcos Paquetá          | Nach einem Remis gegen Tunesien und Niederlagen gegen die Ukraine und Spanien als Gruppenletzter ausgeschieden. |
| 2010 | Südafrika      | nicht qualifiziert |                                 |          |                         | In der Qualifikation in der 5. Runde an Bahrain gescheitert, das sich ebenfalls nicht qualifizieren konnte. |
| 2014 | Brasilien      | nicht qualifiziert |                                 |          |                         | In der Qualifikation in der 3. Runde an Australien und dem Oman gescheitert. |
| 2018 | Russland       | Vorrunde           | Uruguay, Ägypten, Russland      |          | Juan Antonio Pizzi      | Nach Niederlagen gegen Russland und Uruguay sowie einem Sieg gegen Ägypten als Gruppendritter ausgeschieden. |
| 2022 | Katar          | Vorrunde           | Argentinien, Polen, Mexiko      |          | Hervé Renard            | Nach einem Sieg gegen den späteren Weltmeister Argentinien und Niederlagen gegen Polen sowie Mexiko als Gruppenletzter ausgeschieden. |

### FIFA Konföderationen-Pokal
Saudi-Arabien nahm als Veranstalter des zunächst König-Fahd-Pokal genannten Wettbewerbs an den ersten drei Austragungen sowie 1999 als Sieger des AFC Asien-Pokal 1996 teil.
| Jahr | Gastgeberland  | Teilnahme bis …    | Letzter Gegner                | Ergebnis | Trainer              | Bemerkungen und Besonderheiten                    |
| ---- | -------------- | ------------------ | ----------------------------- | -------- | -------------------- | ------------------------------------------------- |
| 1992 | Saudi-Arabien  | Finale             | Argentinien                   | 2.       | Nelsinho Rosa        | Als Gastgeber qualifiziert                        |
| 1995 | Saudi-Arabien  | Vorrunde           | Dänemark, Mexiko              | 5.       | Mohammed Al-Kharashy | Als Gastgeber qualifiziert                        |
| 1997 | Saudi-Arabien  | Vorrunde           | Australien, Brasilien, Mexiko | 7.       | Otto Pfister         | Als Gastgeber qualifiziert                        |
| 1999 | Mexiko         | Spiel um Platz 3   | USA                           | 4.       | Milan Máčala         | Als Sieger des AFC Asien-Pokals 1996 qualifiziert |
| 2001 | Südkorea/Japan | nicht qualifiziert |                               |          |                      |                                                   |
| 2003 | Frankreich     | nicht qualifiziert |                               |          |                      |                                                   |
| 2005 | Deutschland    | nicht qualifiziert |                               |          |                      |                                                   |
| 2009 | Südafrika      | nicht qualifiziert |                               |          |                      |                                                   |
| 2013 | Brasilien      | nicht qualifiziert |                               |          |                      |                                                   |
| 2017 | Russland       | nicht qualifiziert |                               |          |                      |                                                   |
| 1.   |                |                    |                               |          |                      |                                                   |

## Teilnahme Saudi-Arabiens an Fußball-Asienmeisterschaften
- 1976 – auf Endrundenteilnahme verzichtet
- 1980 – nicht teilgenommen
- 1984 – Asienmeister
- 1988 – Asienmeister
- 1992 – Vizemeister
- 1996 – Asienmeister
- 2000 – Vizemeister
- 2004 – Vorrunde
- 2007 – Vizemeister
- 2011 – Vorrunde
- 2015 – Vorrunde
- 2019 – Achtelfinale
- 2024 – Achtelfinale
- 2027 – als Gastgeber qualifiziert

## Teilnahme Saudi-Arabiens an Fußball-Westasienmeisterschaften
- 2000 bis 2010 – nicht teilgenommen
- 2012 – Vorrunde
- 2013/14 – Vorrunde
- 2019 – Vorrunde
- 2021 – qualifiziert (Austragung erst 2023)

## Teilnahme Saudi-Arabiens am FIFA-Arabien-Pokal
- 2021 – Vorrunde

## Teilnahme Saudi-Arabiens am CONCACAF Gold Cup
- 2025 –  Viertelfinale (als Gast)

## Titel
- Asienmeister (3) – 1984, 1988, 1996
- Golfpokal (3) – 1994, 2002, 2004
- Arab Cup (2) – 1998, 2002
- U-17 Weltmeister – 1989

## Länderspiele gegen deutschsprachige Fußballnationalmannschaften
|    | Datum      | Ort        | Heimmannschaft | Resultat | Gastmannschaft |
| -- | ---------- | ---------- | -------------- | -------- | -------------- |
| 1. | 22.02.1998 | Riad       | Saudi-Arabien  | 0:3      | Deutschland    |
| 2. | 01.06.2002 | Sapporo () | Deutschland    | 8:0      | Saudi-Arabien  |
| 3. | 30.04.2003 | Vaduz      | Liechtenstein  | 1:0      | Saudi-Arabien  |
| 4. | 30.01.2008 | Riad       | Saudi-Arabien  | 2:1      | Luxemburg      |
| 5. | 08.06.2018 | Leverkusen | Deutschland    | 2:1      | Saudi-Arabien  |

Bisher gab es keine Begegnungen gegen die Schweiz und Österreich.

## Statistiken

### Rekordspieler
Saudi-Arabien besitzt zusammen mit Bahrain, Mexiko und den USA die meisten Spieler mit mindestens 100 Spielen. Nach 2018 kam aber kein Spieler zum Einsatz, der mehr als 86 Länderspiele bestritten hat.
| Spiele    | Name                       | Zeitraum            |
| --------- | -------------------------- | ------------------- |
| 173 (178) | Mohammad ad-Daʿayyaʿ       | 1990 bis 2006       |
| 163       | Mohammed al-Khilaiwi       | 1992 bis 2001       |
| 156       | Sami al-Dschabir           | 1992 bis 2006       |
| 142 (141) | Abdullah Zubromawi         | 1993 bis 2002       |
| 138       | Osama Hawsawi              | 2006 bis 2018       |
| 138       | Hussein Suleimani          | 1996 bis 2014       |
| 134       | Taisir al-Jassim           | 2004 bis 2018       |
| 133       | Saud Kariri                | 2001 bis 2015       |
| 121       | Mohamed Abdeljawid         | 1993 bis 2002       |
| 118       | Mohammad asch-Schalhub     | 2000 bis 2012, 2018 |
| 117 (116) | Madschid Mohammed Abdullah | 1978 bis 1994       |
| 116       | Ahmed Madani               | 1986 bis 1998       |
| 114       | Khalid al-Muwallid         | 1988 bis 1998       |
| 113       | Ahmad ad-Duchi             | 1997 bis 2006       |
| 112       | Yassir al-Qahtani          | 2002 bis 2013       |
| 105       | Khamis al-Dossari          | 1997 bis 2006       |
| 103       | Muhammad al-Dschahani      | 1994 bis 2002       |

Anmerkung: Von der FIFA (Zahlen in Klammern, wenn abweichend) und RSSSF wurden im August und September 2013 weitere Saudi-arabische Spieler in die Liste der Spieler mit mindestens 100 Spielen aufgenommen und Daten bereits zuvor aufgeführter Spieler geändert. Quellen: FIFA Hunderterklub, Saudi Arabia - Record International Players

### Rekordtorschützen
| Tore | Name                       | Spiele | Quote | WM-Tore | AM-Tore |
| ---- | -------------------------- | ------ | ----- | ------- | ------- |
| 72   | Madschid Mohammed Abdullah | 117    | 0,62  | 0       | 3       |
| 46   | Sami al-Dschabir           | 156    | 0,32  | 3       | 2       |
| 42   | Yassir al-Qahtani          | 112    | 0,38  | 1       | 5       |
| 41   | Ubaid ad-Dusari            | 094    | 0,44  | 0       | 0       |
| 32   | Talal al-Meshal            | 060    | 0,53  | NT      | 3       |
| 28   | Khalid al-Muwallid         | 114    | 0,25  | 0       | 2       |
| 28   | Mohammad al-Sahlawi        | 043    | 0,65  | 0       | 3       |
| 26   | Fahad al-Mehallel          | 087    | 0,3   | 0       | 4       |
| 24   | Said al-Uwairan            | 075    | 0,32  | 1       | 2       |
| 24   | Ibrahim asch-Schahrani     | 084    | 0,29  | 0       | 0       |
| 23   | Salem al-Dawsari           | 090    | 0,26  | 3       | 1       |
| 20   | Yousuf al-Thunayan         | 081    | 0,25  | 1       | 4       |

Anmerkung: NT = Nicht teilgenommen
Quelle: Saudi Arabia - Record International Players

### Hauptgegner
| Spiele | Gegner                       |
| ------ | ---------------------------- |
| 47     | Kuwait                       |
| 42     | Katar                        |
| 41     | Bahrain                      |
| 38     | Vereinigte Arabische Emirate |
| 37     | Irak                         |

## Kader
Für den Kader bei der Fußball-Weltmeisterschaft 2022, siehe:

## Nationaltrainer
| Trainer                      | von     | bis     |
| ---------------------------- | ------- | ------- |
| Abdulrahman Fawzi            | 1957    | 1962    |
| Ali Chaouach                 | 1962    | 1970    |
| Siktir Baba                  | 1970    | 1972    |
| Taha Ismail                  | 1972    | 1974    |
| Abdo Saleh Washash           | 1974    | 1974    |
| Ferenc Puskás                | 1975    | 1975    |
| Bill McGarry                 | 1976    | 1977    |
| Danny Allison                | 1978    | 1978    |
| David Wallit                 | 1979    | 1979    |
| Rubens Minelli               | 1980    | 1980    |
| Mário Zagallo                | 1981    | 1984    |
| Khalil Ibrahim al-Zayani     | 1984    | 1986    |
| Kosia Tastilo                | 1986    | 1986    |
| Osvaldo                      | 1987    | 1987    |
| Carlos Galletti              | 1988    | 1988    |
| Omar Borras                  | 1988    | 1988    |
| Carlos Alberto Parreira      | 1988    | 1990    |
| Metin Türel                  | 1990    | 1990    |
| Caldinho Garcia              | 1992    | 1992    |
| Veloso                       | 1992    | 1992    |
| Candinho                     | 1993    | 1993    |
| Leo Beenhakker               | 1993    | 1994    |
| Mohammed al-Kharashy         | 1994    | 1994    |
| Ivo Wortmann                 | 1994    | 1994    |
| Jorge Solari                 | 1994    | 1994    |
| Ian Porterfield              | 1994    | 1995    |
| Mohammed al-Kharashy         | 1995    | 1995    |
| Zé Mario                     | 1995    | 1996    |
| Eduardo Vingada/Nelo Vingada | 1996    | 1997    |
| Otto Pfister                 | 1998    | 1998    |
| Carlos Alberto Parreira      | 1998    | 1998    |
| Mohammed al-Kharashy         | 06/1998 | 06/1998 |
| Otto Pfister                 | 1999    | 02/1999 |
| Milan Máčala                 | 05/1999 | 2000    |
| Nasser al-Johar              | 2000    | 2000    |
| Slobodan Santrač             | 08/2001 | 08/2001 |
| Nasser al-Johar              | 08/2001 | 07/2002 |
| Gerard van der Lem           | 08/2002 | 08/2004 |
| Martin Koopman               | 2002    | 2002    |
| Nasser al-Johar              | 09/2004 | 11/2004 |
| Gabriel Calderón             | 11/2004 | 12/2005 |
| Marcos Paquetá               | 12/2005 | 2007    |
| Hélio dos Anjos              | 03/2007 | 06/2008 |
| Nasser al-Johar              | 06/2008 | 02/2009 |
| José Peseiro                 | 02/2009 | 01/2011 |
| Nasser al-Johar              | 01/2011 | 02/2011 |
| Rogério Lourenço             | 06/2011 | 06/2011 |
| Frank Rijkaard               | 06/2011 | 01/2013 |
| Juan Ramón López Caro        | 01/2013 | 12/2014 |
| Cosmin Olăroiu               | 12/2014 | 01/2015 |
| Faisal al-Baden              | 03/2015 | 08/2015 |
| Bert van Marwijk             | 09/2015 | 09/2017 |
| Edgardo Bauza                | 09/2017 | 11/2017 |
| Juan Antonio Pizzi           | 11/2017 | 02/2019 |
| Youssef Anbar                | 03/2019 | 09/2019 |
| Hervé Renard                 | 09/2019 | 03/2023 |
| Roberto Mancini              | 08/2023 | 10/2024 |
| Hervé Renard                 | 10/2024 |         |

## Sonstige Nationalmannschaften
Bei der Fußball-Weltmeisterschaft 2006 der Menschen mit Behinderung gewann die saudi-arabische Mannschaft vor 14.500 Zuschauern in der Leverkuser Bayarena den Titel.